# Lars Åby Hermansen
Lars "Staffan Hermansen, "Åby", född 13 april 1954, är delägare i Kulturtuben samt scenmästare på Lorensbergsteatern i Göteborg.
Hermansen tänkte sig ursprungligen bli jägmästare, men inledde civilingenjörsstudier på Chalmers. År 1982 ombads han hjälpa till med scenteknik till Skruven är lös och kom på så sätt i kontakt med Galenskaparna och After Shave. Han avslutade aldrig sina studier, utan kom snart att arbeta heltid med gruppens produktioner.
Som skådespelare har Hermansen medverkat på scen och på film flera gånger, bland annat i:
- Stinsen brinner – Spelar fader till en tonårsflicka som vill ha en italiensk pojkvän.
- En himla många program – flera mindre roller.
- Kasinofeber – "Pedersen" som får gå omkring i sjukhusets korridorer vid utövande av energisk stavgång.